# Espostoa lanata
Az Espostoa lanata a szegfűvirágúak (Caryophyllales) rendjébe, ezen belül a kaktuszfélék (Cactaceae) családjába tartozó faj.
Nemzetségének a típusfaja.

## Előfordulása
Az Espostoa lanata előfordulási területe Dél-Amerikában van. Ecuador és Peru területein őshonos.

## Alfajai
- Espostoa lanata subsp. huanucoensis (F.Ritter) G.J.Charles
- Espostoa lanata subsp. lanianuligera (F.Ritter) G.J.Charles
- Espostoa lanata subsp. ruficeps (F.Ritter) G.J.Charles

## Megjelenése
Ez a kaktuszféle a vadonban akár 7 méter magasra is megnő, viszont a termesztett példányai, csak 3 méter magasak lesznek. Az oszlopszerű szárának az átmérője 5-20 centiméter. Az oszlopot 18-25 hosszanti borda veszi körül. Az egész növényt hosszú szálú, sűrűn növő, gyapjúszerű kinövések borítják. Életének első éveiben, csak egy oszlopból áll; néhány év múlva elkezd ágakat fejleszteni és virágokat hozni. A rózsaszínes virágai éjszaka nyílnak.

## Képek

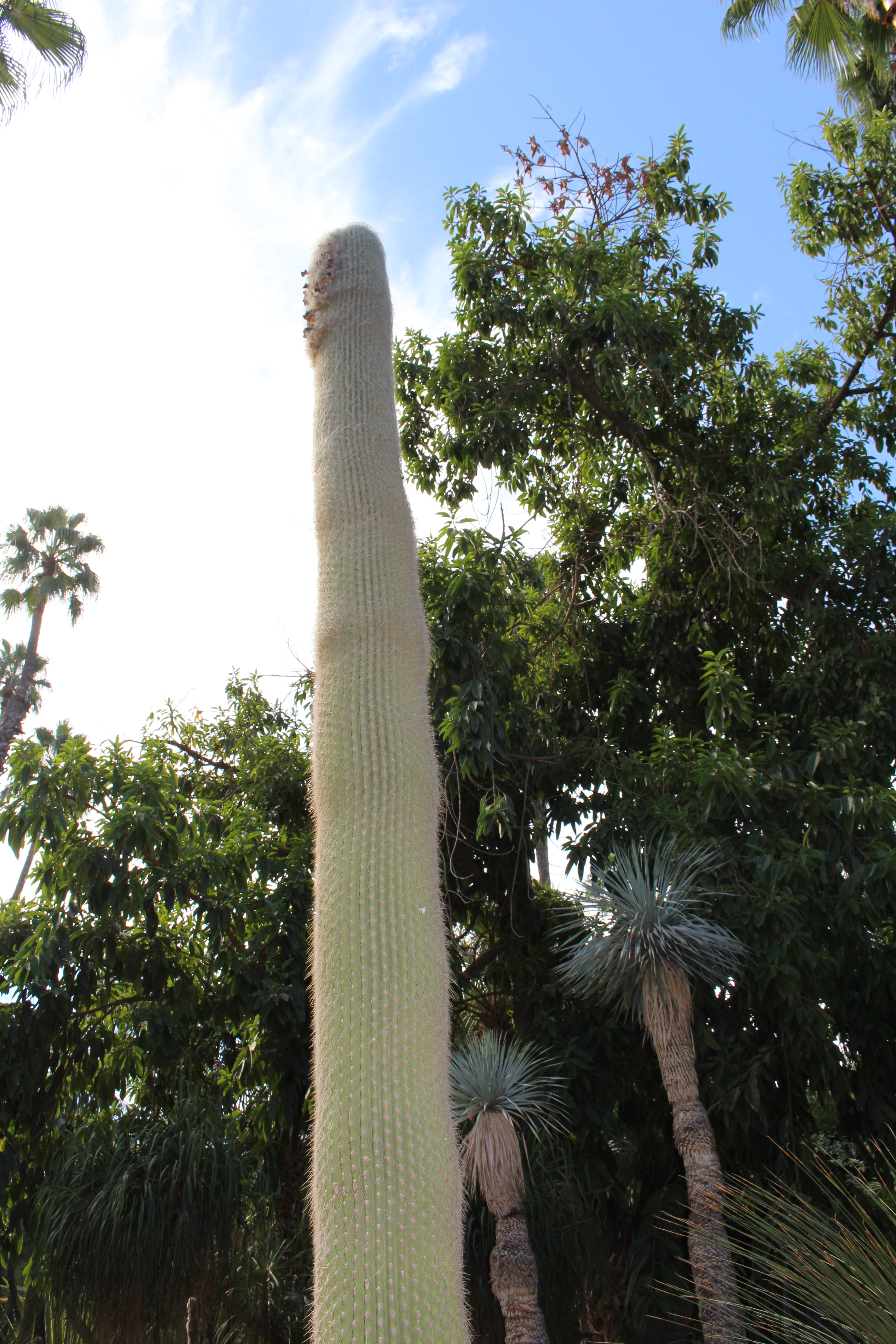
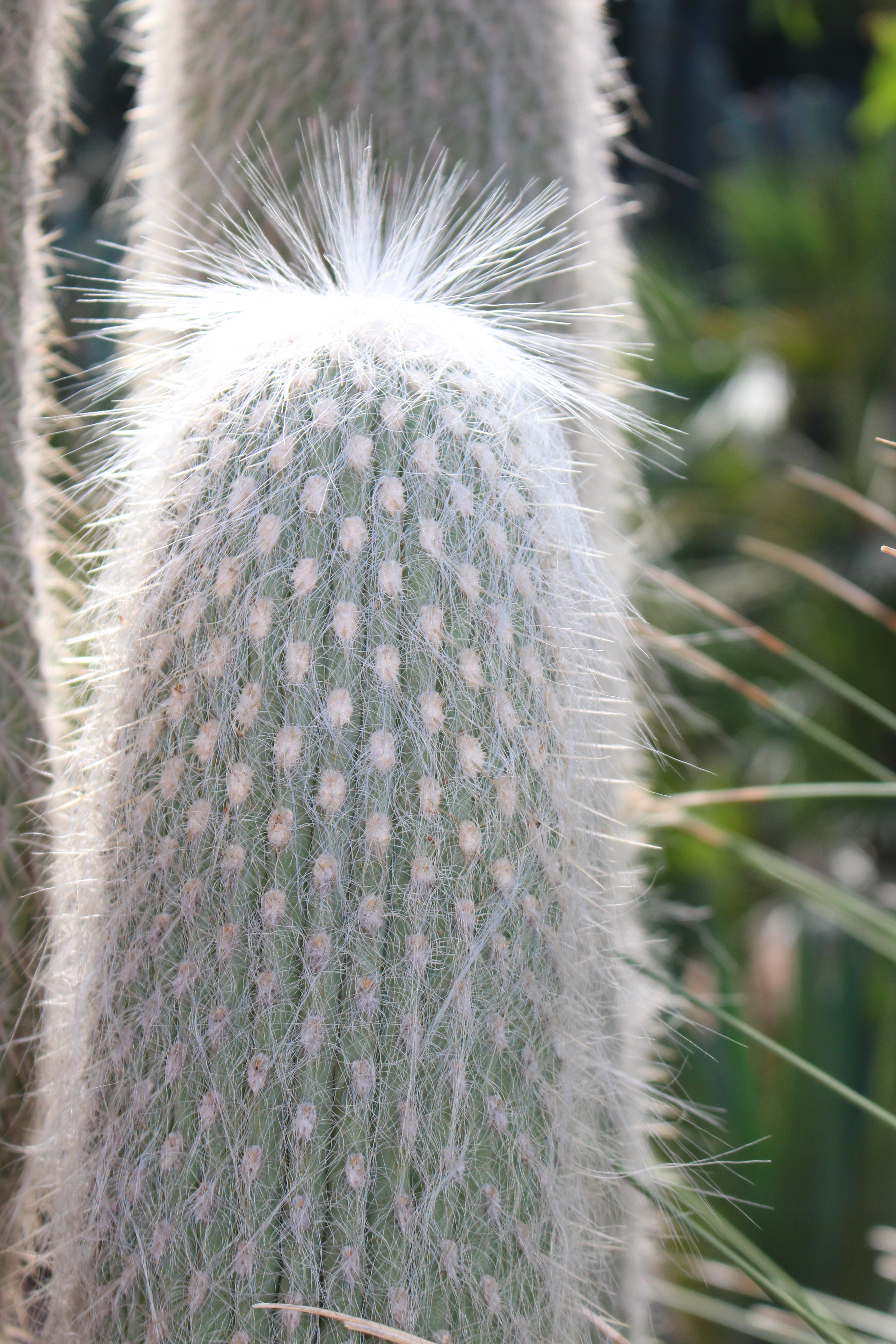
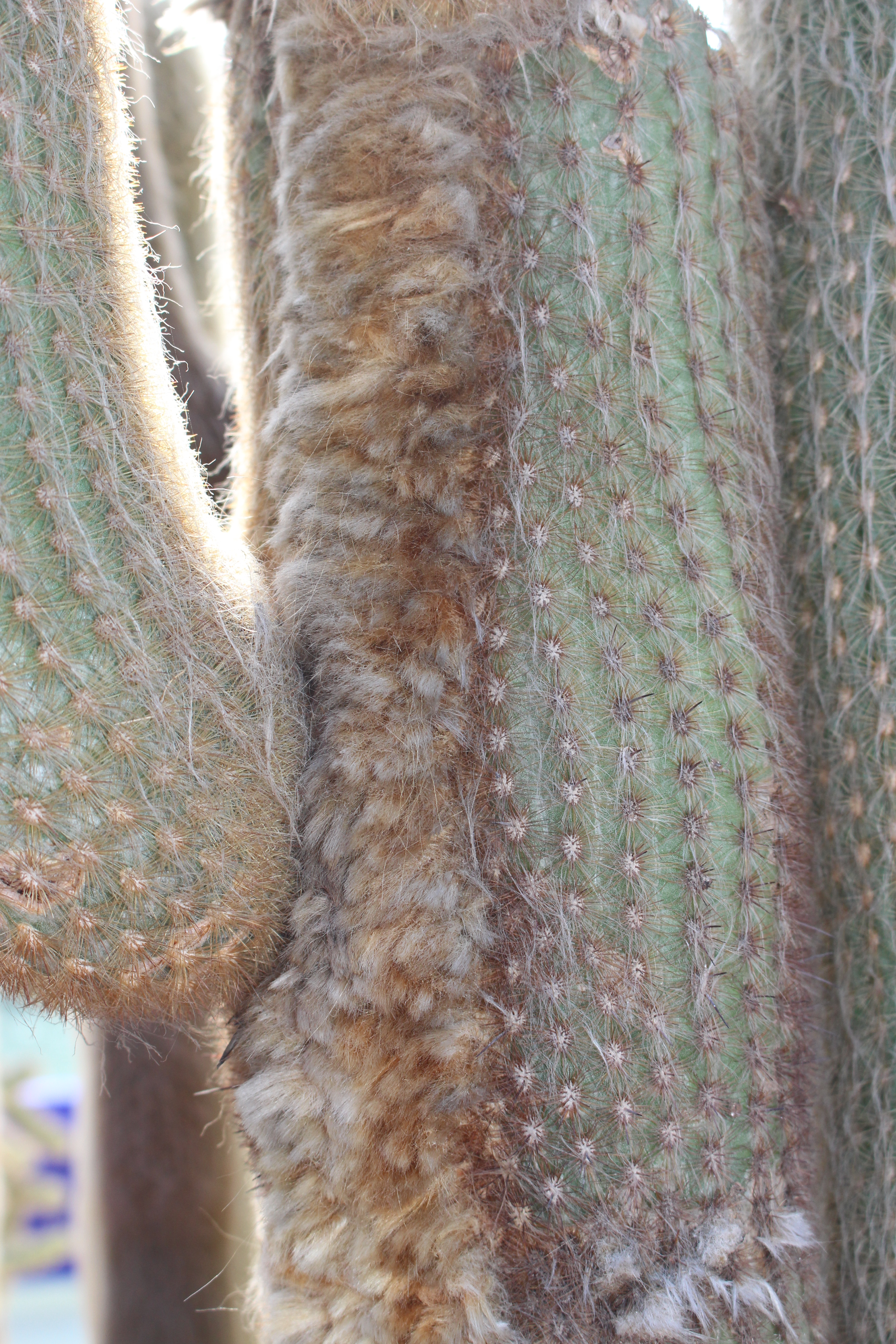
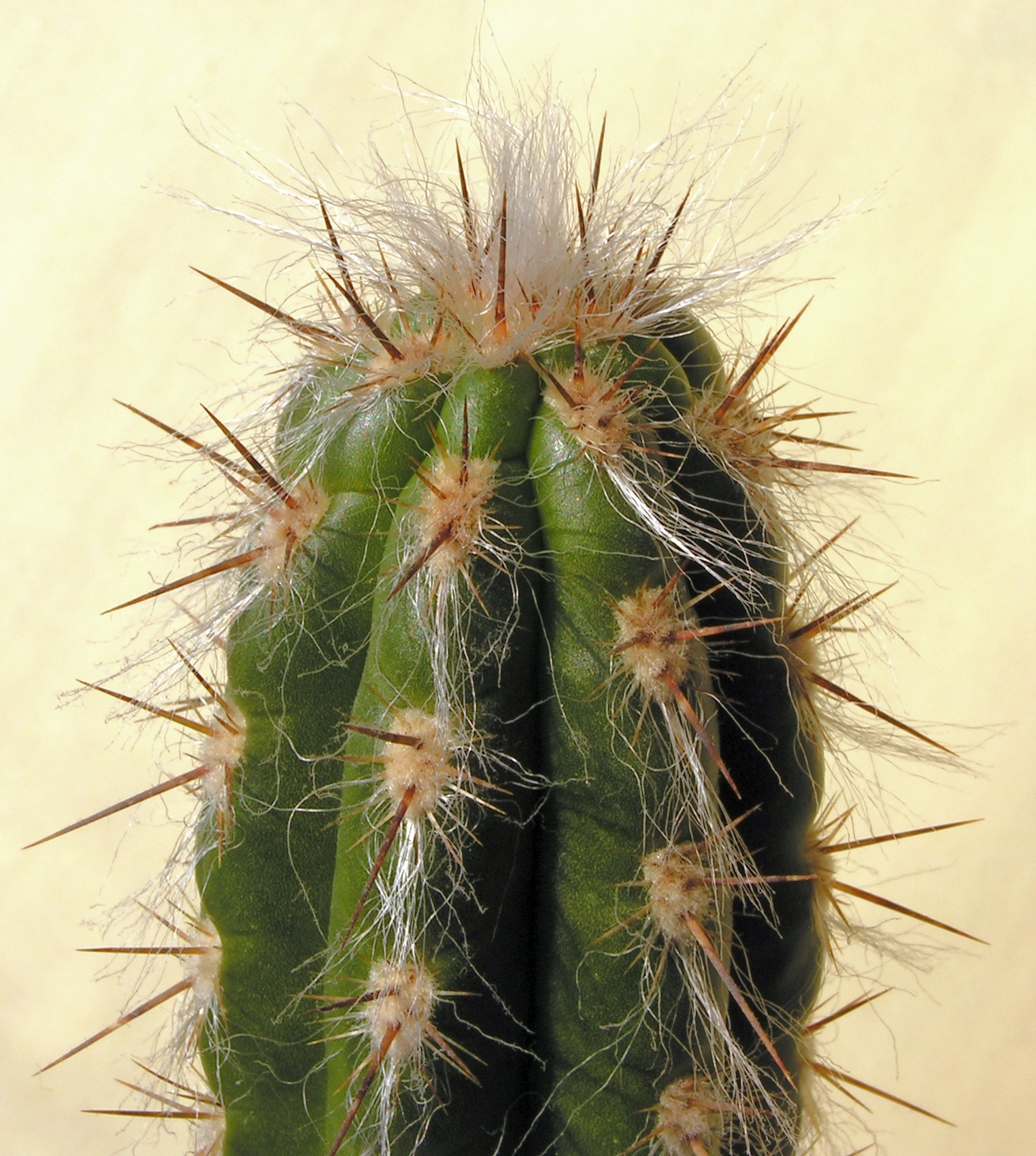
Fiatal egyed
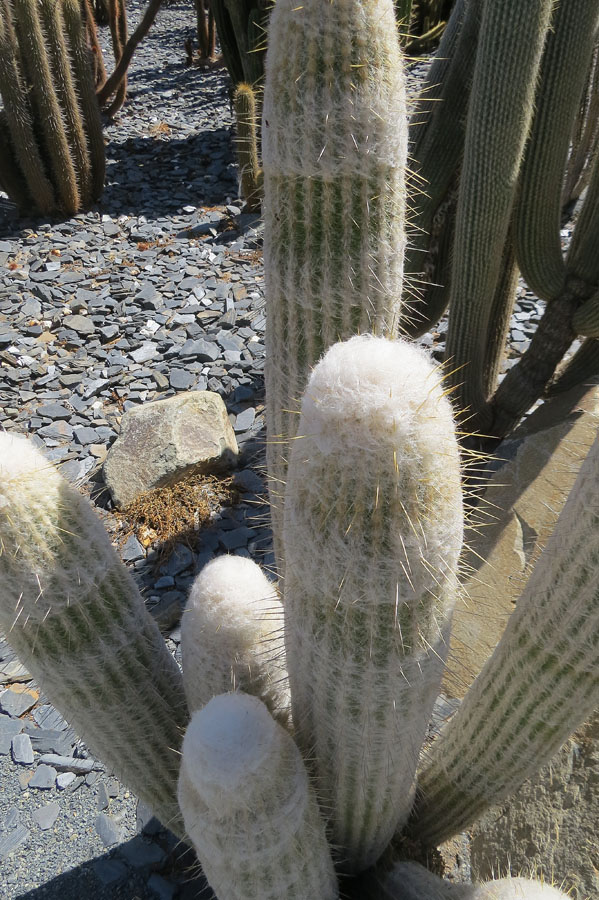
Espostoa lanata subsp. huanucoensis